# Gian-Reto Plattner
 (janvier 2017).
Pour les articles homonymes, voir Plattner.
Gian-Reto Placidus Plattner, né le 10 décembre 1939 à Zurich et mort le 7 décembre 2009 à Bâle, est un physicien et une personnalité politique suisse, membre du parti socialiste.

## Biographie
Fils du chimiste A. Placidus Plattner, Gian-Reto Plattner a étudié la physique à l'Université de Bâle. En 1984, il y est devenu professeur agrégé de physique expérimentale, puis vice-chancelier de la recherche de 2000 à sa retraite en 2005.
Entre 1982 et 1991, il a siégé au conseil communal de Riehen et l'a présidé entre 1988 et 1990. De 1984 à 1992, il a été membre du Grand Conseil du canton de Bâle-Ville, y présidant le groupe socialiste entre 1988 et 1992. Il a représenté de 1991 à 2003 le canton de Bâle-Ville au Conseil des États qu'il a présidé 2002/2003.